# The Ultimate Warrior

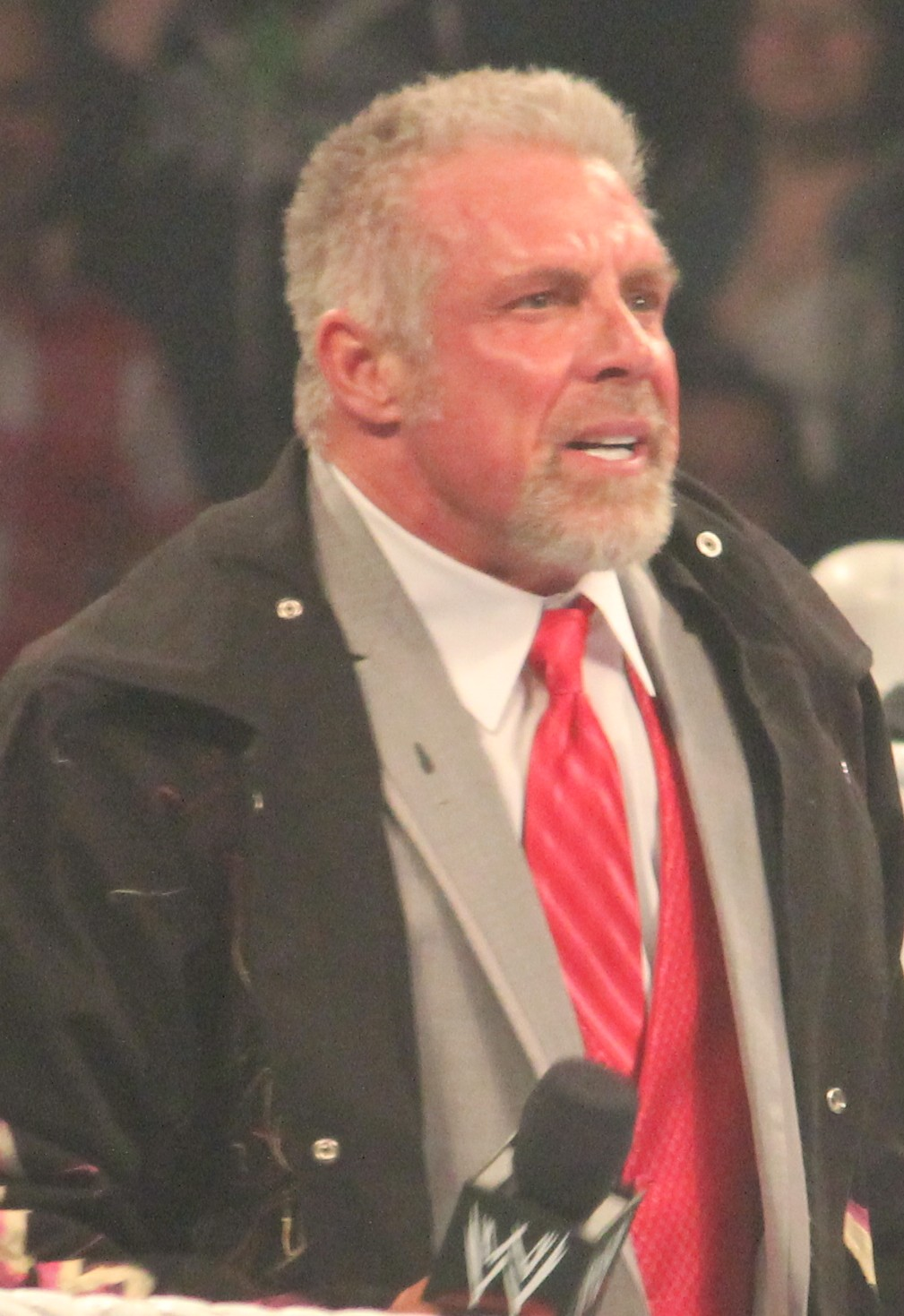
Warrior, la ultima sa apariție în public, cu o zi înainte de deces.

Warrior (n. James Brian Hellwig, 16 iunie 1959, Crawfordsville, Indiana - d. 8 aprilie 2014, Scottsdale, Arizona) a fost un wrestler american, cunoscut sub numele de ring de The Ultimate Warrior, unul din cele mai controversate personaje din istoria wrestlingului.
În anul 1993, Hellwig și-a schimbat legal numele în Warrior.
Warrior a murit pe 8 aprilie 2014 la Scottsdale, Arizona în urma unui infarct, la trei zile după ce fusese introdus în WWE Hall of Fame.